# Anton Ambroziak
Anton Ambroziak (ur. jako Agata Ambroziak) (ur. 1992) – polski dziennikarz i publicysta specjalizujący się w tematyce edukacji, praw człowieka, społeczeństwa obywatelskiego i polityki społecznej.
Od 2016 roku pracuje w serwisie informacyjnym OKO.press. Publikuje też m.in. w „Gazecie Wyborczej” i „Codzienniku Feministycznym”. Jako aktywista współpracuje z Fundacją Trans-Fuzja.
Jest laureatem nagrody „Pióro Nadziei 2018” przyznawanej przez Amnesty International za dziennikarstwo zaangażowane. Nominowany do nagrody „Zielony Prus” Stowarzyszenia Dziennikarzy RP za wyróżniający start w zawodzie.